# IMAX Corporation
IMAX Corporation is het bedrijf dat camera's, projectors en filmproductie-hulpmiddelen verkoopt voor het filmformaat IMAX, en de distributie van IMAX-films verzorgt naar diverse IMAX-bioscopen over de hele wereld. Het bedrijf werd in 1967 opgericht na een IMAX-demonstratie op de Wereldtentoonstelling van 1967 in Montreal, en had destijds twee hoofdvestigingen, in New York en in Toronto. Tegenwoordig is het bedrijf gevestigd in Mississauga, nabij de Canadese stad Toronto.
In september 2017 waren er in totaal 1302 bioscopen met een IMAX-zaal, verspreid over 75 landen. Hieronder vallen ook IMAX 3D, IMAX Dome en Digital IMAX.
IMAX Corporation is tevens verantwoordelijk voor de productie van de DKP 70MM, een prijswinnende postproductie-faciliteit.